# 维米埃鲁 (阿拉约卢什)
维米埃鲁是葡萄牙埃武拉区的一个堂区。总面积252.47平方公里，总人口1600人，人口密度6.3人/平方公里。